# ستوديو بيروت
ستوديو بيروت هو برنامج تلفزيوني حواري في قناة العربية تقدّمه المذيعة اللبنانية جيزيل خوري.

## وصلات خارجية
- صفحة ستوديو بيروت الرسمية في فيسبوك  على فيسبوك.